# Казе Девезио (Торино)
Казе Девезио је насеље у Италији у округу Торино, региону Пијемонт.
Према процени из 2011. у насељу је живело 315 становника. Насеље се налази на надморској висини од 326 м.